# Shackerstone
Shackerstone – wieś w Anglii, w hrabstwie Leicestershire, w dystrykcie Hinckley and Bosworth. Leży 20 km na zachód od miasta Leicester i 156 km na północny zachód od Londynu.